# هلال ألتنبيليك
هلال ألتنبيليك (بالتركية: Hilal Altınbilek)‏ هي ممثلة تركية ولدت في 11 فبراير 1991 في مدينة إزمير في تركيا، مثلت في عدة مسلسلات أشهرها مسلسل الوردة السوداء.

## روابط خارجية
- هلال ألتنبيليك على موقع IMDb (الإنجليزية)
- هلال ألتنبيليك على موقع روتن توميتوز (الإنجليزية)
- هلال ألتنبيليك على موقع قاعدة بيانات الأفلام العربية
- هلال ألتنبيليك على موقع قاعدة بيانات الفيلم (الإنجليزية)
- هلال ألتنبيليك على موقع كينوبويسك (الروسية)